# Altziegenrück
Altziegenrück ist ein Gemeindeteil des Marktes Markt Erlbach im Landkreis Neustadt an der Aisch-Bad Windsheim (Mittelfranken, Bayern). Altziegenrück liegt in der Gemarkung Eschenbach.

## Geografie
Das Dorf liegt auf dem Markt Erlbacher Plateau, das unmittelbar westlich des Ortes abfällt. Circa einen Kilometer westlich liegt das Waldgebiet Brand, 0,7 km südwestlich Fichtlein. Eine Gemeindeverbindungsstraße führt nach Neuziegenrück zur Staatsstraße 2255 (0,6 km südöstlich) bzw. zur Staatsstraße 2255 bei Markt Erlbach (1 km nordöstlich), eine weitere führt zu einer Gemeindeverbindungsstraße (1 km westlich) zwischen Altselingsbach (0,6 km südlich) und Hagenhofen (1 km nördlich).

## Geschichte
Der Ort wurde 1145/53 in einer Bulle des Papstes Eugen III. neben anderen Orten erstmals urkundlich erwähnt, in der dem Kloster Heilsbronn Besitzungen zugesichert wurden. 1165 wurde der Ort als „Cigenrucge“ erwähnt. Ziegenrück war zu dieser Zeit ein Weinort und musste den Weinzehnten an das Kloster entrichten. In der Folgezeit erwarb das Kloster neun Güter. Im Dreißigjährigen Krieg verödeten davon sieben.
Gegen Ende des 18. Jahrhunderts gab es in Altziegenrück 15 Anwesen. Das Hochgericht und die Dorf- und Gemeindeherrschaft übte das brandenburg-bayreuthische Stadtvogteiamt Markt Erlbach aus. Grundherren waren das Stadtvogteiamt Markt Erlbach (3 Güter, 2 Häuser) und das Kastenamt Neuhof (3 Höfe, 5 Güter, 1 Haus, 1 Gemeindehirtenhaus).
Von 1797 bis 1810 unterstand der Ort dem Justizamt Markt Erlbach und Kammeramt Neuhof. Im Rahmen des Gemeindeedikts wurde Altziegenrück dem 1811 gebildeten Steuerdistrikt Markt Erlbach und der 1813 gegründeten Munizipalgemeinde Markt Erlbach zugeordnet. Mit dem Zweiten Gemeindeedikt (1818) erfolgte die Umgemeindung nach Eschenbach. Am 1. Januar 1972 wurde Altziegenrück im Zuge der Gebietsreform in Bayern nach Markt Erlbach eingemeindet.

## Einwohnerentwicklung
| Jahr      | 001818 | 001840 | 001861 | 001871 | 001885 | 001900 | 001925 | 001950 | 001961 | 001970 | 001987 | 002017 | 002023 |
| Einwohner | 102    | 103    | 103    | 107    | 111    | 85     | 90     | 134    | 103    | 90     | 88     | *79    | *104   |
| Häuser    | 16     | 16     |        |        | 18     | 18     | 18     | 18     | 18     |        | 22     |        |        |
| Quelle    | [ 13 ] | [ 14 ] | [ 15 ] | [ 16 ] | [ 17 ] | [ 18 ] | [ 19 ] | [ 20 ] | [ 21 ] | [ 22 ] | [ 23 ] |        | [ 1 ]  |

## Religion
Der Ort ist seit der Reformation evangelisch-lutherisch geprägt und bis heute nach St. Kilian (Markt Erlbach) gepfarrt. Die Katholiken gehören zur Kirchengemeinde Maria Namen (Markt Erlbach), die ursprünglich eine Filiale von St. Michael (Wilhermsdorf) war und seit 2019 eine Filiale von St. Johannis Enthauptung (Neustadt an der Aisch) ist.